# San José (Suárez)
San José is een plaats in het Argentijnse bestuurlijke gebied Coronel Suárez in de provincie Buenos Aires. De plaats telt 2.135 inwoners. De meeste inwoners van San José zijn van Duitse afkomst.